# Kohila
Kohila (dříve též Kapa-Kohila, německy Koil nebo Kappakoil) je městys v estonském kraji Raplamaa, samosprávně patřící do obce Kohila, jejímž je administrativním centrem. Leží na středním toku řeky Keila, přibližně v polovině spojnice mezi hlavním městem Tallinnem a krajským městem Raplou.

## Dějiny
Nejstarší osídlení v místě dnešního městyse je listinně doloženo v roce 1241 v Dánské knize počtů, kde objevují vesnice Koylae a Tois (Tohisoo). Obě se nacházely na západním břehu Keily, první v severní části dnešního sídla, druhá na dnešním jižním okraji.
Z roku 1438 je nejstarší zmínka o zdejším panském statku. Od jeho vzniku byly postupně zabírány pozemky vesnic pro panskou půdu. Do konce 17. století tak zmizela původní vesnice Kohila. Kolem poloviny 17. století byl založen další panský statek v Tohisoo, jemuž pak do počátku 19. století padly za oběť zbytky stejnojmenné vesnice.
Ke většímu rozvoji sídla došlo až na přelomu 19. a 20. století v souvislosti se založením papírny roku 1893 a se zprovozněním (zprvu úzkorozchodné) železnice roku 1901. Rostoucí sídliště dostalo složené jméno Kapa-Kohila podle panského statku a podle hostince a poštovní stanice Kapa. Po 1. světové válce bylo jméno zjednodušeno na Kohila.

## Současnost
Největším průmyslovým odvětvím Kohily je dodnes výroba papíru. Původní papírna během desetiletí postupně rostla, v roce 1999 se však dostala do insolvence pro náhlý pokles ceny papíru na mezinárodním trhu. Výroba byla v následujících letech postupně obnovena několika různými investory. Druhým nejdůležitějším odvětvím je zpracování dřeva a výroba nábytku.
V Kohile působí tři mateřské školy, základní škola integrovaná s gymnáziem (Kohila gümnaasium, největší gymnázium v Rapelském kraji), moderní sportovní středisko (Kohila Spordikompleks), knihovna (Kohila raamatukogu), středisko mládeže a vzdělávací středisko v bývalém zámku Tohisoo. V městysi pracuje baptistický sbor a pravoslavná farnost, luterští věřící navštěvují kostel v nedalekém Hageri.

## Pamětihodnosti
Hlavní turistickou pamětihodností v Kohile jsou oba bývalé zámky. Zámek Kohila ve své současné podobě vznikl v letech 1771-1906 postupnými přestavbami staršího panského sídla. Hlavní budova zámku je klasicistní z první poloviny 19. století, doznala však ještě výrazné přestavby po požáru roku 1905. Zámek je dnes v soukromém vlastnictví.
Zámek Tohisoo byl v současné podobě vybudován až v 10. letech 20. století v historizujícím stylu. Předchozí budova panského sídla byla dřevěná a v roce 1905 zcela vyhořela. Dnes v zámku pracuje vzdělávací středisko, nabízející dlouhodobé umělecké a řemeslné kurzy a jednorázové vzdělávací akce.

## Zajímavosti
Starší jméno sídla Kapa-Kohila se v estonštině používá ve významu obdobném českému výrazu „Zapadákov“, tedy ve smyslu neznámé, zastrčené, stranou světa ležící vesnice.